# Дікдік
Дікдік (Madoqua) — рід дрібних парнокопитних ссавців родини Бикові (Bovidae). Поширений у Східній і Південно-Західній Африці. Дікдіки — одні з найменших антилоп: тіло завдовжки 45-80 см, висота в холці 30 — 35 см. Вага — від 2 до 6 кг. Живуть до 10 років.

## Етимологія
Назва Дікдік є звуконаслідуванням посвистів самок, якими ті попереджають про небезпеку.

## Опис
Дуже своєрідні антилопи — характеризуються дещо подовженою мордочкою, що закінчується рухливим хоботком і гострим чубчиком з жорсткого волосся. Найімовірніше, така форма мордочки допомагає охолодженню крові. Завдяки ній, тварини можуть витримувати екстримальну температуру повітря (до 40°C). Розмірами дікдік лише трохи перевершують карликову антилопу.
Тільки самці мають короткі роги (до 7 см). Самиці помітно більші за самців. Величезні чорні очі й рухливі великі вуха завершують зовнішній вигляд цих антилоп.

## Спосіб життя
Вони віддають перевагу посушливим, порослим чагарниками районам, де дотримуються галерейних лісів вздовж річок, тимчасових русел і водотоків, скельних останків в передгір'ях. Зазвичай дікдік живуть парами, але іноді їх можна спостерігати і в невеликих стадах. Кожна пара має свою ділянку, яку використовує протягом декількох років. Межі ділянки самець маркує купками калу і пахучими виділеннями передочної залози, які він залишає на кущах і каменях. Величина такої ділянки може бути різною, іноді тварини задовольняються територією близько 50-100 м в діаметрі, в інших випадках — до 500 м. Місця відпочинку частіше розташовуються по периферії ділянки.

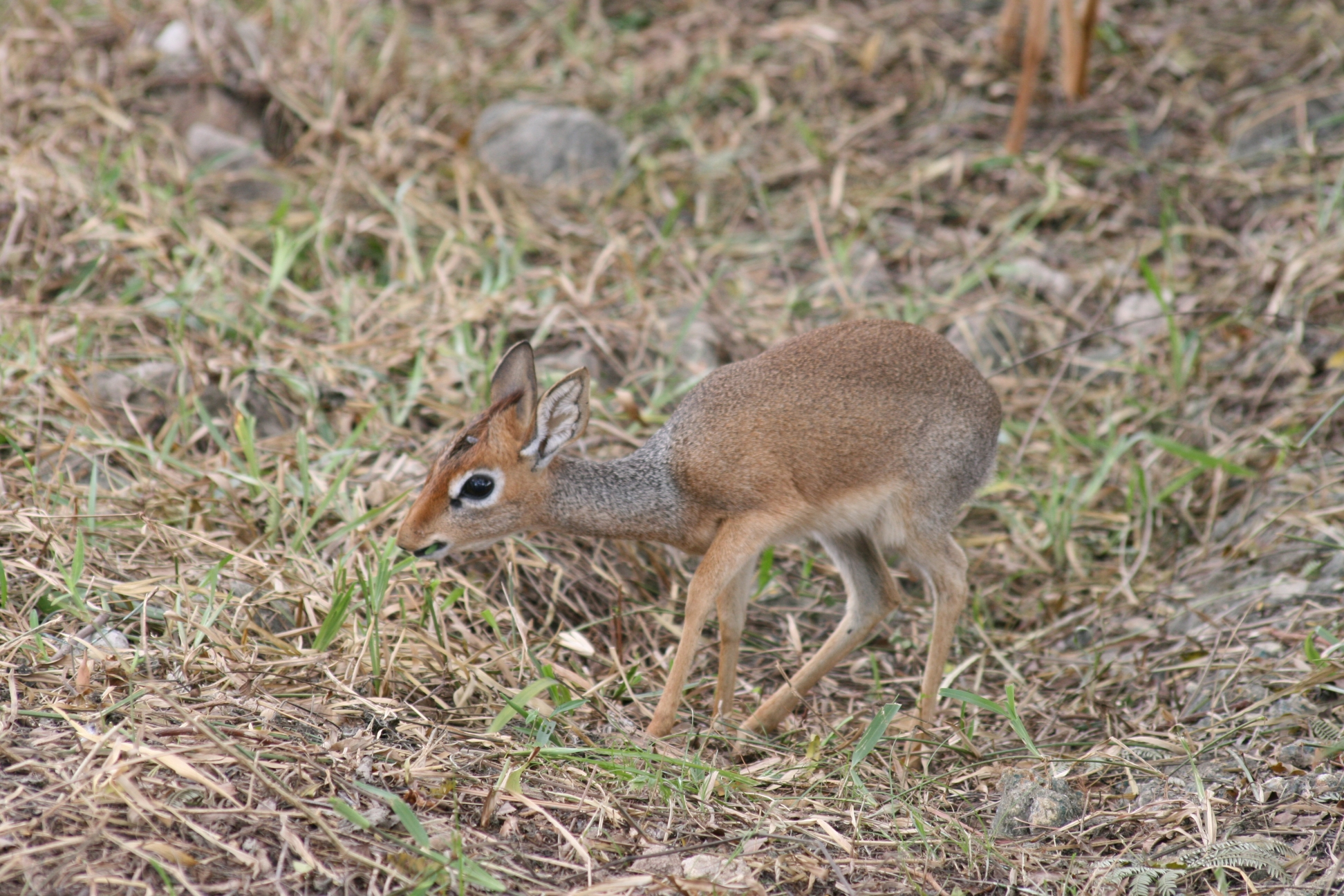
Дікдік їсть

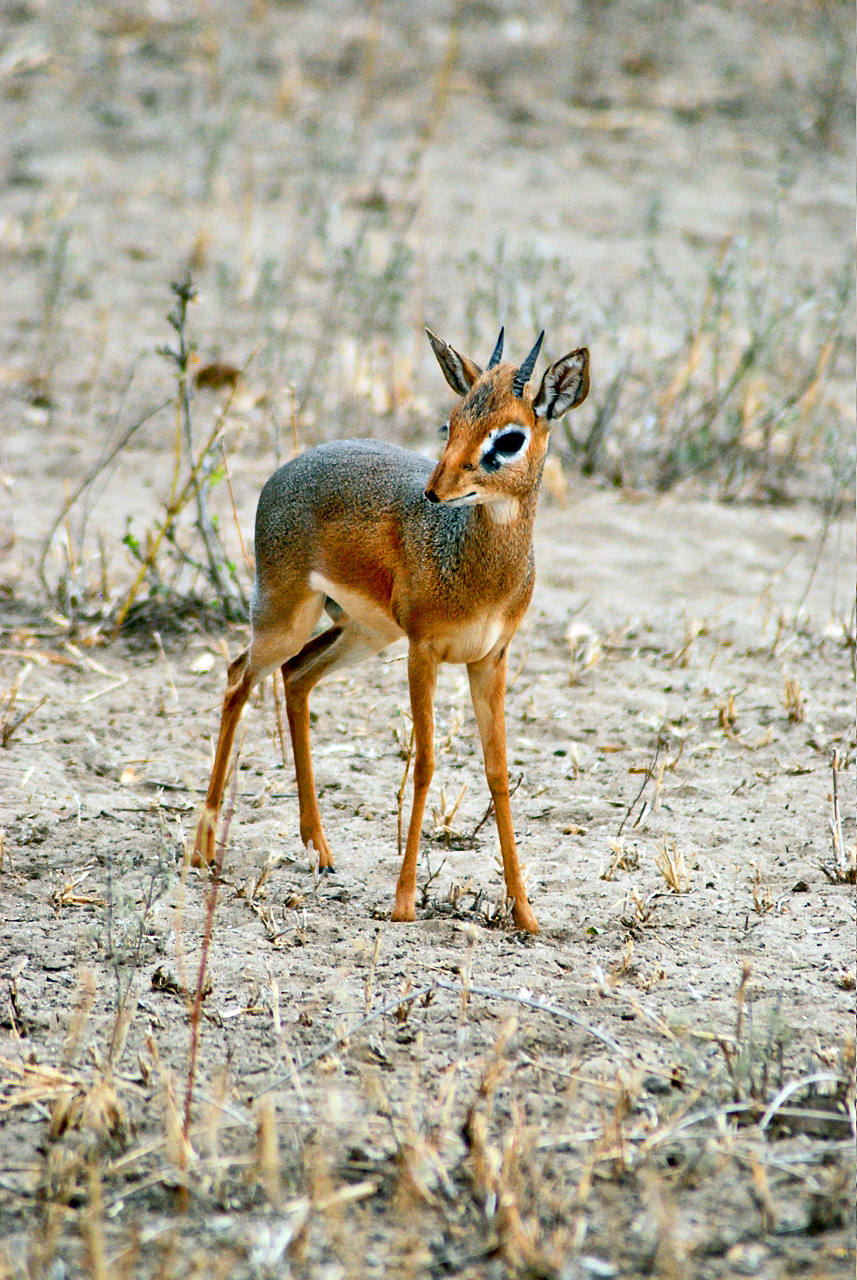
Самець в національному парку Тарангіре, Танзанія

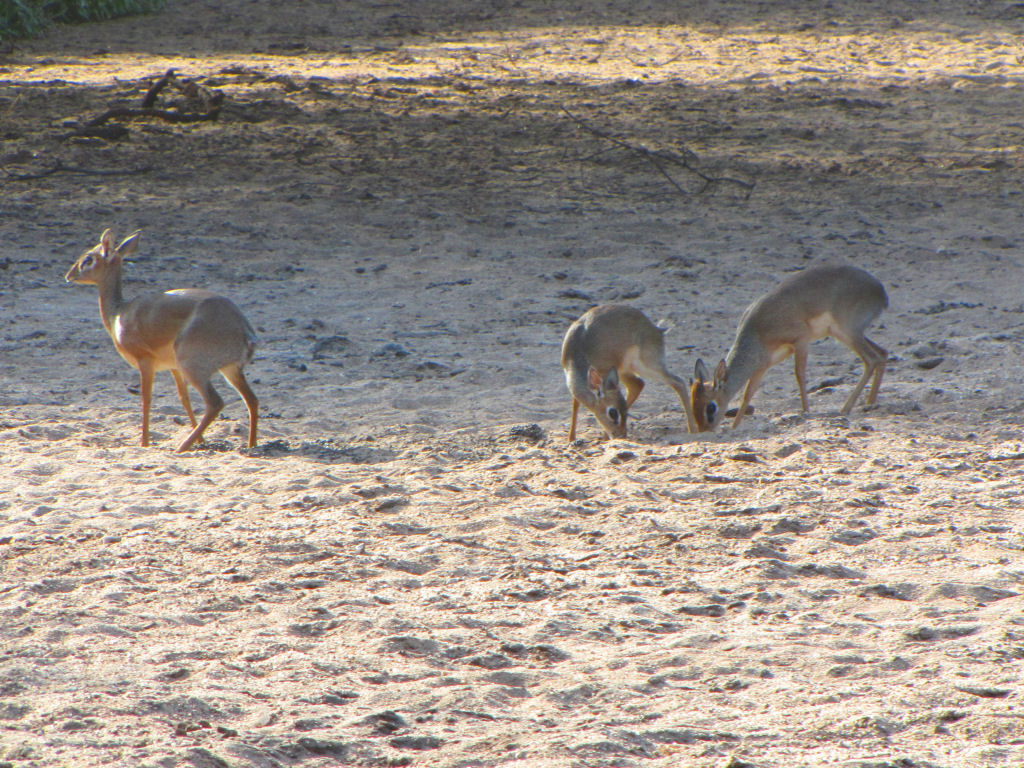
Дікдіки на озері Маньяра, Танзанія

Годуються дікдіки вранці і в сутінки, хоча їх нерідко можна бачити і вдень. У місячні ночі вони пасуться до перших ознак світанку. Тривожний крик дікдіка — досить гучний свист. Рятуючись від ворога, антилопа робить величезні стрибки і миттю зникає серед стовбурів дерев, кущів і каменів.

## Розмноження
Самки досягають зрілості у віці 6 місяців, самці у річному віці. Дитинчат дікдік народжує після шестимісячної вагітності, зазвичай в кінці періоду дощів, іноді дікдіки народжують двічі на рік. На відміну від багатьох копитник, малюк народжується мардочкою вперед. Новонароджений ховається і довгий час мати відвідує його лише для того, щоб погодувати. Повного росту дікдік досягає у віці року, хоча статева зрілість настає значно раніше. Саме в цей час батько виганяє сина-підлітка зі своєї ділянки. Зазвичай такий вигнанець не йде далеко і намагається «застовпити» власну ділянку на нейтральній землі між батьківським ділянкою та сусідньої парою.

## Використання
Дікдіки досить довірливі до людини. Ця властивість дорого їм обходиться: африканці легко вбивають їх простим кидком палиці. Шкіра дікдіка йде головним чином на рукавички, а так як на пару рукавичок потрібні шкурки двох звірків, легко собі уявити темпи винищення цих антилоп. Вкажемо, що у 1960 році з Сомалі було вивезено понад 400 тисяч шкурок.